# 威廉·J·法倫 (律師)
威廉·「比爾」·J·法倫（英語：William "Bill" J. Fallon，1886年1月23日—1927年4月29日）被新聞界稱為「大喉舌」（The Great Mouthpiece），是1920年代期間一位著名的辯護律師，他曾在1919年世界大賽操縱造假的審判期間為黑幫阿諾·羅斯汀和共犯尼基·阿恩斯坦辯護。

## 早年生活和教育
法倫於1886年出生於曼哈頓，1906年福坦莫大學畢業，後來在1909年福坦莫法學院上學。畢業後，他在紐約州的西徹斯特郡擔任檢察官三年。

## 逝世
法倫於1927年4月29日在41歲時死於過度生活的併發症。

## 流行文化
在他去世四年後，傑納·福勒寫了一本頗受歡迎的傳記書，該書啟發了華納兄弟電影《The Mouthpiece》（1932年）、《The Man Who Talked Too Much》（1940年）和《Illegal》（1955年）。法倫被列為在受歡迎的音樂劇《芝加哥》中名人律師Billy Flynn的其中一個靈感來源。他也在HBO電視劇《酒私風雲》的六集中被描述，由大衛·亞倫·貝克飾演他。